# Морейско въстание
Морейското въстание или Орловото въстание (на гръцки: Ορλωφικά, на турски: Orlov isyanı) е инспирирано от руснаците в хода на руско-турската война (1768 – 1774). Целта е възползвайки се от изненадата да създадат втори фронт в тила на Османската империя, и по този начин да спечелят войната. Началото на въстанието съвпада с експедицията на руския балтийски военноморски флот към Пелопонес, който заобикаля цяла Европа.

## Прелюдия
Началото на XVIII век е белязано от Константинополския мирен договор, с който се установяват дипломатически отношения между Руската и Османската империя. Втората половина на века е белязана от началото индустриална и дипломатическа революция. Междувременно избухва седемгодишната война, определяна от някои изследователи за първия глобален конфликт. Османската империя предвидливо не участва в конфликта, а Руската империя излиза като решаващ фактор за края му.
Франция на Луи XV недоволна от резултата от седемгодишната война активира стария си съюзник на изток Жечпосполита в опит да омаломощи нарастващата сила на Прусия. Активиран е и старият френско-османски алианс. В Русия 1762 г. е белязана от успешен държавен преврат в резултат от който на престола се възкачва Екатерина Велика с помощта на кохорта, начело на която е брата на любовника ѝ – граф Алексей Григориевич Орлов. Руската политика навлиза в нова орбита, определяна от братята Орлови и съдружие, не без помощта на озовалия се в Санкт Петербург като имперски библиотекар – Евгений Вулгарис. След смъртта на великия везир Коджа Мехмед Рагъп паша войнстващият османски елит зад Високата порта надделява във външнополитическия имперски курс, и под френско давление започва подготовка за военна конфронтация с Русия, преминала междувременно в антифренския лагер. В хода на подготовката за войната последователно са ликвидирани вековните славянски църковни институции в империята на Печката патриаршия (1766) и Охридската архиепископия (1767). Поводът за войната се намира на следващата 1768 г. когато отряд казаци на руска служба, преследвайки полски въстанически сили, влиза в град Балта на територията на Османската империя. Русия е обвинена от Високата порта в клане на жителите на града, което е отхвърлено от руска страна. Използвайки инцидента, султан Мустафа III обявява война на Русия на 25 септември 1768 г. Османците сключват съюз с Барската конфедерация, насърчавана и подпомагана от Франция.

## Ход на въстанието
След обявяването на войната, граф Алексей Орлов решава да изпрати руска военна ескадра в Средиземно море, в гръб на противника. Русия разчита на подкрепата на православните в Османската империя, а средновековна Морея е последното огнище на съпротива срещу завладялата всичко в Леванта – Османска империя. Най-голям спор предизвиква целта на военната експедиция – военен удар със саботаж или съчетание с опит за освобождаване на полуострова на първо време от османска власт.
Русия организира гръцките доброволци в два „спартански легиона“ – Източен и Западен и отпочва военни действия с дебаркирането на пет линейни кораба на 17 (28) февруари 1770 г. в пристанището на Итило. На 20 февруари Фьодор Орлов освещава гръцките знамена и доброволците полагат клетва за вярност към руско-гръцкия съюз. На 22 февруари легионите в чийто състав има само 10 руснаци се отправя към Мистра; на 26 февруари разбива по пътя хилядна османска част и на 27 февруари обсажда крепостта. Османският двухиляден гарнизон на Мистра се предава след 9-дневна обсада. Следва страшно клане от гръцките легионери, като от минаретата на джамиите са хвърляни пеленачета. Показната гръцка жестокост води до втърдяване на турската съпротива и настройва останалото население в Морея срещу руската инициатива. На 29 март (9 април) в района на Триполица в Аркадия съвместен отряд от около 600 руснаци и повече от 7 хиляди гръцки бунтовници е победен от арванитите под командването на Мусинзаде, губейки около 2 хиляди души, като е принуден да се оттегли в Мистра и скоро и да я напусне. След напускането на руските войски градът е обратно превзет и опустошен от албански войски. Междувременно руският флот започва да търси удобно пристанище за своя база и избора пада върху Корони. Следва малка руска морска победа при Наварин и неуспешна обсада на Модон, след което на 23 май (3 юни) руският флот напуска Морея и пренася бойните действия в Егейско море.
Независимо от напускането на руския флот, въстанието набира скорост и скоро под знамената се оказват 24 хил. доброволци. Коджабашите подкрепят бунта и той се разпрострира към Румели. Междувременно султан Мустафа III е сериозно загрижен за ситуацията в Морея и резерва от Дунава е изтеглен и изпратен към еялет Морея. Последното сериозно спомага за успеха на руската дунавска армия на Пьотър Румянцев.

## Оценки за въстанието
След края на въстанието братя Орлови и Екатерина Велика стоварват вината за неуспеха върху жестокостта на местните гърци и тяхната необузданост в съчетание с непостоянство, страхливост и лекомислие. От друга страна съвременната гръцка историография вини руснаците, че са използвали местните за пушечно месо заради плановете си да дебаркират на Дунава във Влашко. Съвременните руски историци оценяват цялото военно начинание като аматьорско, без предварителен план и сериозна организация. Независимо от това, след битката при Чешме, Русия прави огромен пробив на дипломатическо и не само ниво със сключването на Кючуккайнарджийския договор.